# Tesoro di Boscoreale

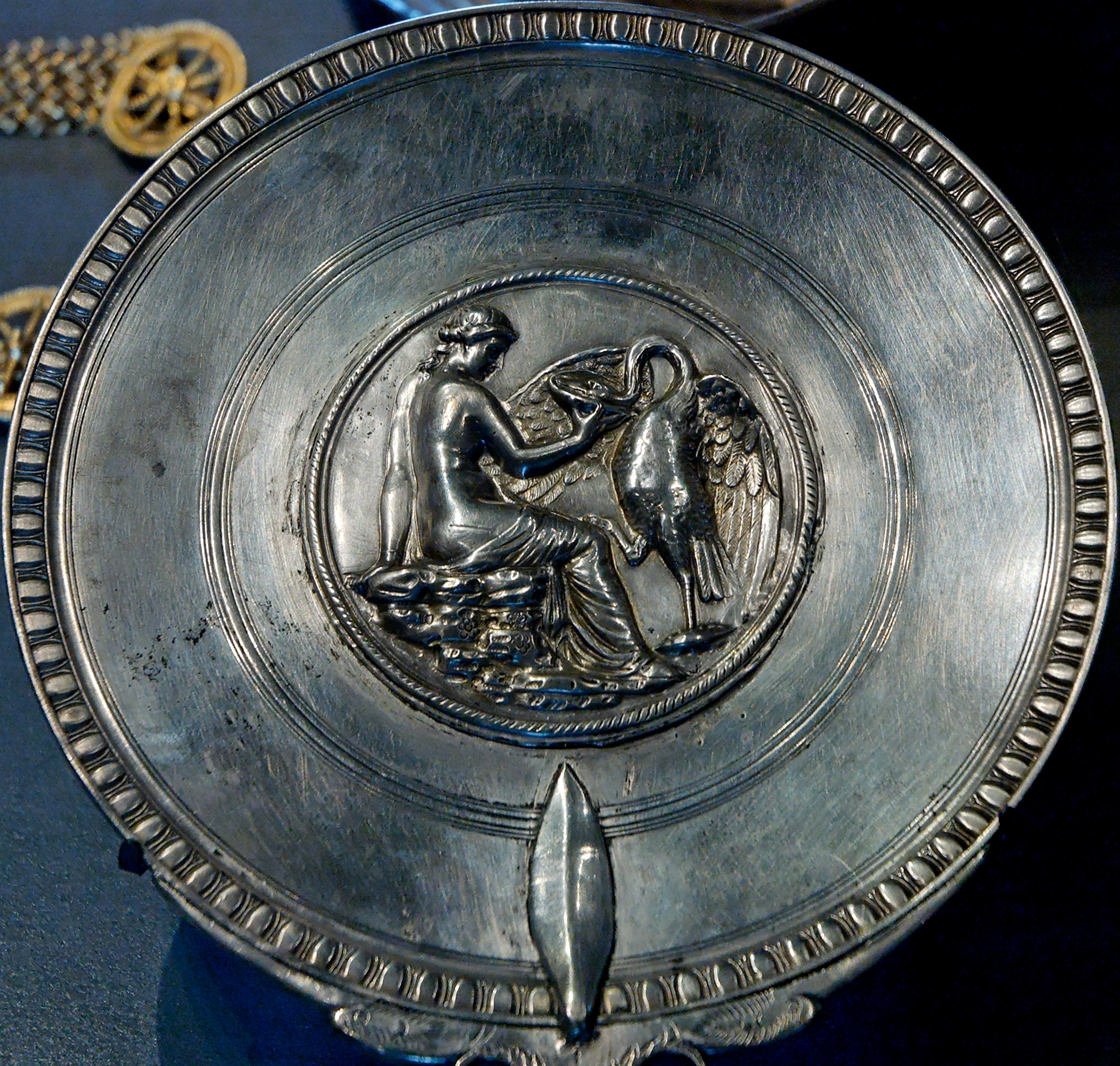
Uno specchio da toletta del tesoro di Boscoreale, con scena mitologica di Leda e il cigno, in argento lavorato a sbalzo. Louvre, Dipartimento delle antichità greche etrusche e romane - Ala Sully, piano terra, stanza 33.

Il tesoro di Boscoreale è un insieme di 108 pezzi di oreficeria, soprattutto in argento, del I secolo d.C. Fu rinvenuto nel 1895 negli scavi di una villa romana della Pisanella, in contrada Pisanella-Settermini a Boscoreale, ed è attualmente conservato presso il museo del Louvre di Parigi.
Il tesoro è costituito da 108 pezzi e comprende un servizio da tavola quasi completo e tre specchi in argento, più alcuni monili d'oro. 
Venne rinvenuto il 9 aprile del 1895 presso il lacus del torcularium (ambiente che ospitava il torchio per la spremitura dell'uva) della villa.

## Scoperta
Gli scavi della villa erano iniziati nel 1876 ad opera del proprietario del terreno in cui si trovava parte della villa, Modestino Pulzella, ma dovettero essere interrotti in corrispondenza dell'appezzamento confinante, di proprietà di Angelandrea De Prisco. Alla morte di questi nel 1894 i figli vennero autorizzati a riprendere gli scavi nel loro terreno, nei quali rinvennero i preziosi pezzi. Nel maggio successivo alla scoperta i pezzi, esportati clandestinamente in Francia dai fratelli Canessa, antiquari napoletani, furono donati al museo del Louvre dal barone Edmond James de Rothschild, che li aveva acquistati per mezzo milione di franchi. Il barone acquistò nel settembre dello stesso anno altri cinquantaquattro oggetti del servizio da tavola, donandoli ancora al museo, e venne in seguito imitato da altri collezionisti che avevano acquistato altri pezzi del tesoro, mentre i monili d'oro vennero acquistati dall'amministrazione dei musei nazionali. Con la realizzazione di una copia della testa di Agrippina, conservata al British Museum di Londra, l'intero tesoro venne ricomposto ed esposto nella "sala dei gioielli antichi al Museo del Louvre.
Gli scavi della villa furono poi ripresi nel maggio 1896 sotto la vigilanza dell'archeologo Angiolo Pasqui, rimettendo in luce tutto il fabbricato: si trattava di una villa rustica, composta da una pars urbana, cioè la residenza padronale, a nord-ovest, e da una pars rustica, gli ambienti produttivi e di servizio, nella zona orientale. Vi si praticava l'allevamento di animali da cortile nell'aia e la maggior parte degli ambienti al piano terreno erano dedicati alla lavorazione e alla conservazione di olio, vino e cereali. Il tesoro era stato rinvenuto nel torcularium, che al momento dell'eruzione del Vesuvio nel 79, era uno degli ambienti più sicuri della villa: probabilmente il proprietario diede ordine a un uomo di fiducia di occultarlo in attesa di tempi migliori.

## Oggetti
Gli oggetti facenti parte del servizio da tavola erano costituiti da molti utensili adatti a mescere e versare il vino, bevanda che doveva essere filtrata dalle spezie prima di essere consumata (mestoli, cucchiai, colini, oinochoi); sono presenti inoltre alcuni vassoi, utilizzati per portare le vivande in tavola, e saliere e recipienti per salse.
Gli oggetti più raffinati sono le coppe per bere, accoppiate generalmente a due a due per tematica decorativa: sono presenti motivi del mondo animale e vegetale, della mitologia, ma anche temi politici (come per le coppe dette "di Augusto" e "di Tiberio") e ironici, come la coppa degli scheletri, che invita il commensale a godersi la vita data la sua brevità. La decorazione di coppe e skyphoi era, nell'ambito del banchetto, un argomento di conversazione.
Altri tipi di coppe probabilmente non servivano per bere, ma erano oggetti da esibizione, come la "coppa d'Africa" e due coppe con al centro applicato un busto in rilievo, i ritratti di un uomo e di una donna sconosciuti con un'acconciatura di moda nel 20-40, interpretati come i genitori dell'ultimo proprietario del tesoro, dal nome ignoto.
I tre specchi d'argento, insieme ai gioielli aurei, dovevano appartenere alla moglie del proprietario: tutti e tre presentano tematiche afferenti al mondo della sensualità femminile.
Il cosiddetto "specchio di Leda" presenta al centro un medaglione in cui è raffigurata Leda che abbevera il cigno (Giove); il secondo presenta al centro l'immagine di Dioniso con sguardo patetico, e l'ultimo, nonostante il disco sia vuoto, ha il manico a forma di clava che termina in una pelle di leone, chiaro riferimento ad Omphale.